# Helicodiceros muscivorus
Espèce
Classification phylogénétique
Helicodiceros muscivorus est une espèce de plante de la famille des Araceae.

## Caractéristiques

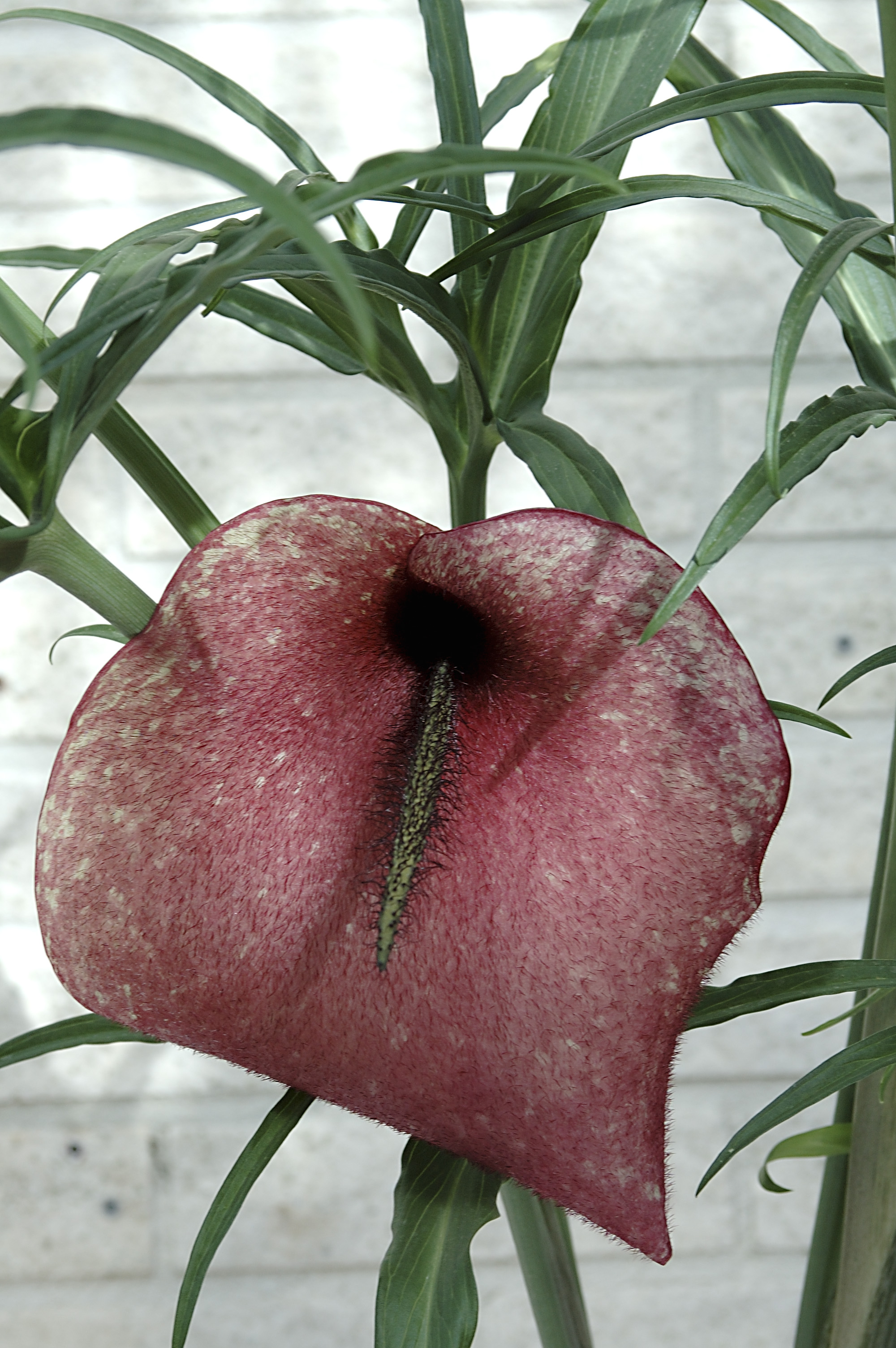
Selon certains chercheurs, l'odeur et l'inflorescence de l'Arum mange-mouches évoquent l'anus et la queue poilue d'une bête morte,.

Appelée petit dragon mange-mouches, arum mange-mouches ou arum du cheval mort, cette espèce proche des Arum, est originaire des îles de la Méditerranée occidentale. Son inflorescence spectaculaire de couleur brune s'apparente à la zone anale d'un cadavre de mammifère, présentant en particulier un spadice velu qui ressemble à la queue d’une bête morte. Cette fleur cadavre répand une odeur prononcée de charogne (cheval mort), qui attire les mouches bleues et autres insectes pollinisateurs, qui vont même y pondre leurs œufs. La rosace dense de poils raides dans le spadice piège ces insectes, ce qui favorise la pollinisation. Lorsque l’inflorescence se flétrit on y trouve de nombreuses mouches mortes par asphyxie et de jeunes asticots affamés, d'où son nom vernaculaire d'arum mange-mouches, les botanistes du XIXe siècle pensant à tort qu'il s'agissait d'une plante carnivore. Pendant la floraison, la fleur produit une chaleur qui aide les odeurs à se volatiliser. Cette thermogenèse, représentant un apport de dix à vingt degrés Celsius au-dessus de la température ambiante, favorise également l'attraction des insectes en simulant la chaleur dégagée par un animal en putréfaction,.
L'odeur caractéristique de la fleur provient majoritairement de polysulfures de diméthyle (en particulier le sulfure de diméthyle), comme pour les Amorphophallus.

## Synonymes
- Arum muscivorum L.f.
- Dracunculus muscivorus (L.f.) Parl.